# Tom Araya
Tomás Enrique Araya Díaz (n. 6 iunie 1961, Viña del Mar, Chile), cunoscut sub numele de Tom Araya, este un muzician chilian-american pensionar, cel mai cunoscut ca vocalistul și basistul trupei americane de thrash metal, Slayer.